# Norris Cole
Norris Cole (* 13. Oktober 1988 in Dayton, Ohio) ist ein US-amerikanischer Basketballspieler, der bei ASVEL Lyon-Villeurbanne in Frankreich unter Vertrag steht.

## Karriere

### College
Cole spielte für die Dunbar High School in seiner Heimatstadt Dayton und führte die Mannschaft zu aufeinanderfolgenden Meisterschaften führte. Auf Hochschulebene spielte er von 2007 bis 2011 für die Cleveland State University und studierte Gesundheitswissenschaft. In 140 Spielen erzielte er im Durchschnitt 14,1 Punkte pro Begegnung. In Anerkennung seiner Leistungen vergibt die Hochschulmannschaft seine Rückennummer 30 seit 2016 nicht mehr.

### Profi
2011 wurde er von den Chicago Bulls beim NBA-Draftverfahren ausgewählt, allerdings noch in derselben Nacht über die Minnesota Timberwolves und den Toronto Raptors an Miami Heat abgeben. Dort wurde er zweimal Meister. Im Februar 2015 wurde er zu den New Orleans Pelicans transferiert. 2016/17 spielte er für die Oklahoma City Thunder.
2017 verließ er die nordamerikanische Liga und unterschrieb beim israelischen Spitzenverein Maccabi Tel Aviv. Er wurde mit Tel Aviv israelischer Meister, es folgten Stationen in Italien und Montenegro.
2019/20 spielte er beim AS Monaco. In der Sommerpause 2020 wechselte er innerhalb der französischen Liga zu ASVEL Lyon-Villeurbanne.

## Erfolge und Auszeichnungen
- Meister der NBA: 2012, 2013
- Israelischer Meister 2018